# Nati nel 1943/Senza giorno specificato
| Questa pagina contiene informazioni ricavate automaticamente dalle voci biografiche con l'ausilio del template Bio e di un bot. L'aggiornamento è periodico e automatico e ricostruisce completamente la pagina. Se manca una persona in questa lista, sei pregato di non aggiungerla, ma accertati piuttosto che la sua voce biografica contenga il template Bio e che i dati anagrafici siano correttamente compilati. Se il template Bio manca, inseriscilo tu stesso o, in alternativa, metti l'avviso {{tmp\|Bio}} che ne segnala la mancanza. Se i dati riportati sono sbagliati, correggi direttamente la voce biografica; le modifiche saranno visibili in questa lista entro pochi giorni. Per chiarimenti vedi il progetto biografie. La lista contiene solo le 152 persone che sono citate nell'enciclopedia e per le quali è stato implementato correttamente il template Bio. Pagina aggiornata al 10 lug 2025. |

- Christopher Aikman, astronomo canadese
- Teodoro Angelopoulos, imprenditore greco
- Bartolo Anglani, scrittore e critico letterario italiano
- Rolf Apitzsch, astronomo tedesco
- Angelo Arvati, politico italiano († 2015)
- Nikola Atanasov, ex cestista bulgaro
- Shlomo Bar, musicista, compositore e attivista israeliano
- Brigitte Barazer de Lannurien, modella francese
- Dolores Bargowski, attivista statunitense († 2008)
- Carl M. Bender, matematico e fisico statunitense
- Raymond Benhaim, attivista marocchino
- Charles H. Bennett, fisico e crittografo statunitense
- Mauro Berrettini, scultore italiano
- Flavio Bonacci, attore italiano
- Maurizio Bonuglia, attore e regista italiano
- Furio Bordon, commediografo e scrittore italiano
- Edward L. G. Bowell, astronomo statunitense († 2023)
- Richard P. Boyle, astronomo statunitense
- Loretta Bradley, psicologa statunitense
- Bernabe Buscayno, rivoluzionario e guerrigliero filippino
- Federico Maria Butera, ingegnere italiano
- Antonello Campodifiori, attore e sceneggiatore italiano († 2013)
- Marco Capoferri, pilota automobilistico e pilota motonautico italiano († 1995)
- Carlo Cardia, giurista italiano
- Lee Clow, pubblicitario statunitense
- Raymonde Abecassis, cantante e attrice marocchina
- Zoe Collins, cantante britannica († 2008)
- Leonard Compagno, ittiologo statunitense († 2024)
- Sékou Condé, ex calciatore guineano
- John Cottingham, filosofo inglese
- Franco Dal Cin, imprenditore e dirigente sportivo italiano
- Stephanie Dalley, assiriologa britannica
- Gianfranco Dalmasso, filosofo, storico della filosofia e traduttore italiano
- Carlo Cristiano Delforno, scrittore italiano († 2000)
- Christof Dipper, storico tedesco
- Aina Diversi, paroliera italiana
- Bill Dobbins, fotografo statunitense
- Eric Drache, giocatore di poker statunitense
- Orlando Julius, cantante, sassofonista e compositore nigeriano († 2022)
- Elena Ferrante, scrittrice italiana
- Diana Ferrara, ex ballerina e coreografa italiana
- Roberto Fia, cantante e compositore italiano
- Judith Veronica Field, storica della scienza e storica dell'arte britannica
- Robert Fisher, scrittore statunitense († 2008)
- Maruja García, modella spagnola († 2021)
- Joe Gibbs, produttore discografico giamaicano († 2008)
- Laraaji, compositore e musicista statunitense
- Allan Graham, artista statunitense
- Maria Grech Ganado, poetessa e traduttrice maltese
- Gianni Guadalupi, scrittore, traduttore e saggista italiano († 2007)
- Mariano Guzzini, politico italiano († 2022)
- Roy Halee, produttore discografico statunitense
- David Hammons, artista e scultore statunitense
- Spike Hawkins, poeta britannico († 2017)
- Nancye Hayes, attrice, cantante e ballerina australiana
- Michael Herz, imprenditore tedesco
- Brad Holland, disegnatore, illustratore e pittore statunitense († 2025)
- Franco Holzer, giornalista e scrittore italiano († 2020)
- Scott Hylands, attore canadese
- Rubén Izaguirre, cestista messicano († 1994)
- Margaret Jacob, storica della scienza statunitense
- Emmanuel Jegede, artista, pittore e incisore nigeriano
- Peter Jekabsons, astronomo e pittore australiano († 1990)
- Peter Jenner, manager e produttore discografico britannico
- Angela Kepler, naturalista e scrittrice neozelandese
- Vitalij Komar, pittore russo
- Lawrence Kushner, scrittore, rabbino e docente statunitense
- Jürgen Königs, fotografo e insegnante tedesco
- Monique Lemaire, modella francese
- Giovanna Lenzi, attrice, sceneggiatrice e regista italiana
- Felipe Garín Llombart, storico dell'arte e museologo spagnolo († 2023)
- Roberto Lonardo, ex calciatore uruguaiano
- Gertrudes Lozada, ex nuotatrice filippina
- Maria Łuczyńska, ex cestista polacca
- Roger Gnoan M'Bala, regista e sceneggiatore ivoriano († 2023)
- Sindiwe Magona, scrittrice sudafricana
- Mary Main, psicologa statunitense († 2023)
- Claude Marc, ex cestista francese
- Vincenzo Mariozzi, clarinettista italiano
- Rosella Masseglia Natali, cantante italiana († 2013)
- Tony Maylam, regista e sceneggiatore britannico
- Pier Giorgio Merli, fisico italiano († 2008)
- Dik Mik, tastierista inglese († 2017)
- Barry Miles, scrittore inglese
- Maria Minicuci, antropologa italiana
- Domenico Morace, giornalista italiano
- Pascal Mourgue, designer francese († 2014)
- Ümit Nacaroğlu, ex cestista turco
- Tsuko Nakamura, astronomo giapponese
- Patrick Nee, imprenditore e mafioso irlandese
- Andrés Neumann, artista uruguaiano
- Nguyễn Văn Cốc, generale e aviatore vietnamita
- Alberto Nodolini, fotografo e scenografo italiano
- Mary Beth Norton, storica statunitense
- Uwe Ommer, fotografo tedesco
- Abdelkader Ouaraghli, calciatore marocchino († 2022)
- Petros Panagiōtarakos, cestista greco († 1999)
- Park Jung-tae, artista marziale sudcoreano († 2002)
- Bot'o Paspalanov, ex cestista bulgaro
- Daphne Patai, saggista e educatrice statunitense
- Richard Peduzzi, scenografo, pittore e designer francese
- Ken Phelps, ex sciatore alpino statunitense
- Marianella Sclavi, etnografa, attivista e scrittrice italiana
- Riccardo Pradella, paroliere, attore e regista italiano († 2012)
- Steven Pressfield, scrittore e sceneggiatore statunitense
- Emilio Prini, artista italiano († 2016)
- Nicolas Puech, imprenditore francese
- Tanya Reinhart, linguista e scrittrice israeliana († 2007)
- Vincenzo Rigo, regista e sceneggiatore italiano
- Nuccio Rinaldis, tecnico del suono italiano († 2015)
- Michèle Riot-Sarcey, docente francese
- Valerie Robertson, atleta paralimpica, nuotatrice e schermitrice scozzese
- James M. Roe, astronomo statunitense
- Patrick Rylands, designer inglese
- Silvano Sabbadini, traduttore e critico letterario italiano († 1996)
- Graham Sandercock, insegnante, giornalista e scrittore inglese
- Freddy Schauwecker, musicista tedesco
- Livio Schiozzi, pittore, scultore e grafico italiano († 2010)
- Yoshisada Shimizu, astronomo giapponese
- Balwant Singh Nandgarh, politico indiano († 2024)
- Lawrence Stager, archeologo statunitense († 2017)
- Ilona Stefancsik, cestista ungherese († 2010)
- Joe Stork, attivista statunitense († 2024)
- Hiltrud Strasser, veterinaria tedesca
- Davide Summaria, compositore e direttore d'orchestra italiano
- Blas Sánchez, calciatore messicano († 1999)
- Ernesto Tatafiore, artista e pittore italiano
- Maaouya Ould Sid'Ahmed Taya, militare e politico mauritano
- Nanon Thibon, ex ballerina francese
- Tommaso Toffoli, informatico italiano
- Tony Toga, cantante francese († 2014)
- Stefania Tudini, nuotatrice, sincronetta e dirigente sportiva italiana
- Pio Tuia, politico neozelandese
- Vonda Kay Van Dyke, ex modella statunitense
- Jean-Claude Vannier, compositore, arrangiatore e musicista francese
- Cybèle Varela, artista brasiliana
- Guido Visconti, fisico italiano
- Michèle Wargnier, modella francese
- Hadrawi, poeta e cantautore somalo († 2022)
- Kenny Washington, ex cestista e allenatore di pallacanestro statunitense
- Rosemary Wells, scrittrice e illustratrice statunitense
- Gordon Wenham, biblista e teologo britannico († 2025)
- Leif Dag Werneid, ex pattinatore di velocità su ghiaccio e ex calciatore norvegese
- Dexter Westbrook, ex cestista statunitense
- Richard Wilkinson, epidemiologo, sociologo e saggista inglese
- Simon Wincer, regista e produttore cinematografico australiano
- Giorgio Zamboni, medico e filosofo italiano († 2011)
- Zayd Mutee' Dammaj, scrittore e politico yemenita († 2000)
- Gianfranco Zoppas, imprenditore e dirigente d'azienda italiano
- Gianluigi Zuddas, scrittore e traduttore italiano
- Fayṣal bin Bandar Āl Saʿūd, principe e politico saudita
- Abd al-Majid bin Sa'ud Al Sa'ud, principe e imprenditore saudita († 1991)